# Cá chình mì ống Java
Cá chình mì ống Java (Moringua javanica) là một loài cá chình trong họ Moringuidae. Nó là một loài cá chình biển vùng nhiệt đới được biết đến từ Ấn Độ-Thái Bình Dương, bao gồm cả Đông Phi, đảo Tuamoto, quần đảo Ryukyu, và Micronesia. Nó là một loài đào hang sống ở rạn san hô ở khoảng độ sâu 2-15 mét. Con đực có thể đạt tối đa tổng chiều dài là 120 cm.